# تل‌سیاست
تل‌سیاست، روستایی از توابع بخش زیدون شهرستان بهبهان در استان خوزستان ایران است.طایفه بزرگ نوئی در این روستا قرار دارد
شیرخان نوئی  ازجمله بزرگان این روستا بود.

## جمعیت
این روستا در دهستان درونک قرار دارد و براساس سرشماری مرکز آمار ایران در سال ۱۳۸۵، جمعیت آن ۲۵۵ نفر (۶۲خانوار) بوده‌است.